# Werner Stephan (Feuerwerker)
Werner Stephan (* 20. Mai 1917; † 17. August 1957 in Berlin) war ein Berliner Polizeifeuerwerker.

## Leben

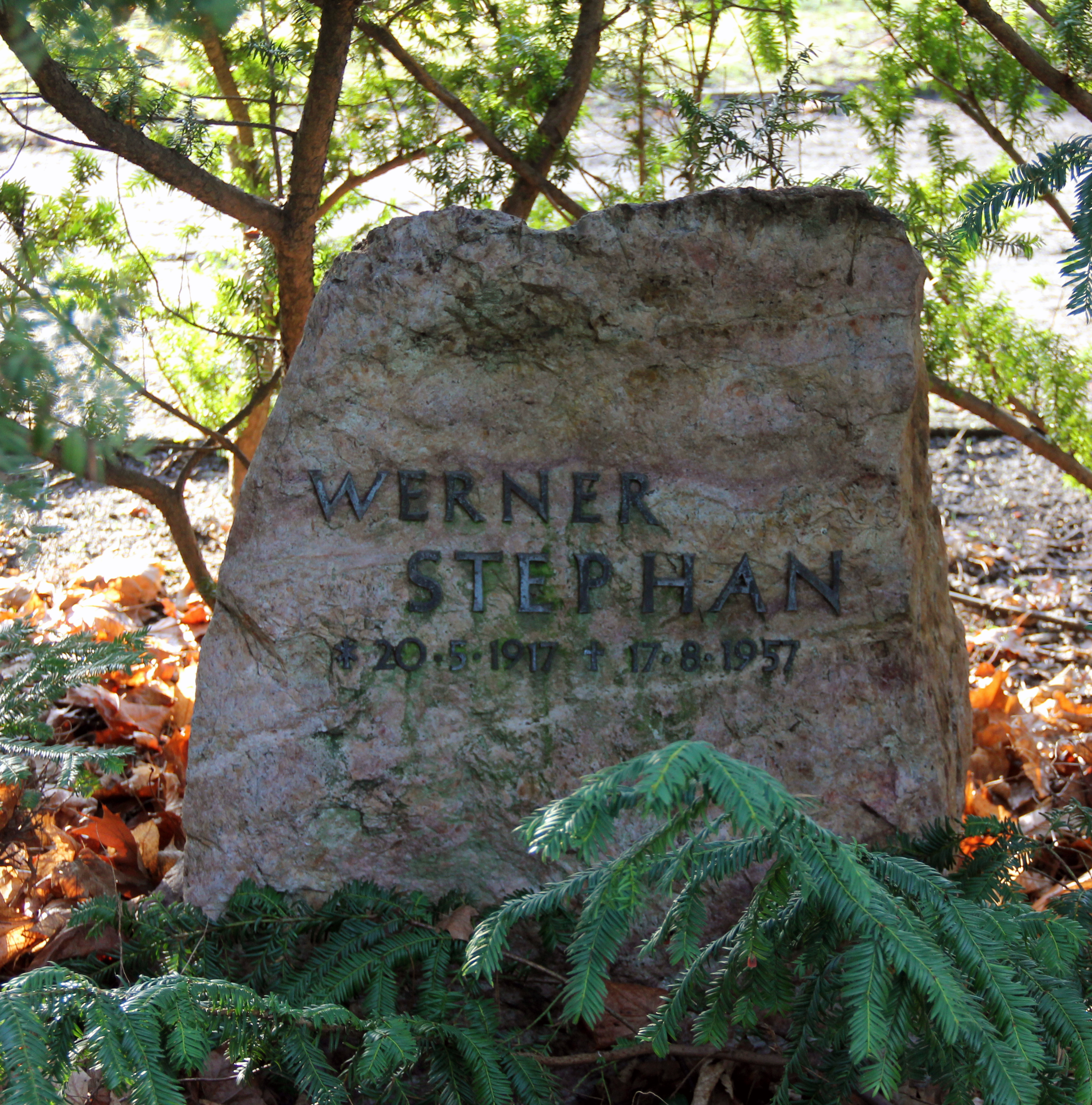
Grabstätte auf dem Tempelhofer Parkfriedhof, Gottlieb-Dunkel-Straße 27, in Berlin-Tempelhof

Stephan wollte bereits seit seiner Jugend zur Polizei und brachte es nach seiner Ausbildung bis zum Polizeiobermeister. 1937 wurde Stephan zur Wehrmacht eingezogen und ließ er sich dort zum Feuerwerker ausbilden. Er kehrte 1946 aus sowjetischer Gefangenschaft zurück und nahm seine Tätigkeit bei der Polizei wieder auf.
Für seine Leistungen als Feuerwerker, der über 8000 in Berlin gefundene Bomben, Granaten und andere Sprengkörper unschädlich machte, wurde ihm 1952 das Bundesverdienstkreuz 1. Klasse verliehen.
Am 17. August 1957 verunglückte er bei der Entschärfung einer sowjetischen Granate auf dem Sprengplatz Grunewald der Polizei in Berlin-Nikolassee tödlich. Sein Helfer Helmut Kleiber und der Kraftfahrer Rudi Klatt wurden dabei schwer verletzt. Auf Anordnung des damaligen Polizeipräsidenten Johannes Stumm wurde ein Ehrenbegräbnis beschlossen. Der Status des Ehrengrabes der Stadt Berlin blieb bis zum Jahr 2011 erhalten.
Am 23. August 1957 gaben ihm mehrere tausend Berliner Bürger, Ehrenabteilungen der Polizei, des Senats und des Verbandes der Kriegsbeschädigten und Hinterbliebenen, bei dem Werner Stephan Ehrenmitglied war, auf dem Städtischen Friedhof in Tempelhof das letzte Geleit. Der damalige Bürgermeister von Berlin, Franz Amrehn, würdigte in seiner Gedenkrede die Verdienste des Verstorbenen.
Werner Stephan lebte mit seiner Frau und seinem Sohn in Berlin-Tempelhof.
Am 18. Mai 1958 wurde die 1. Oberschule des praktischen Zweiges (OPZ) in Alt Tempelhof, Manteuffelstraße (später verlegt nach Alt-Tempelhof 53–57), auf den Namen „Werner Stephan“ getauft. Sein Sohn besuchte diese Schule. 2010 fusionierte die Werner-Stephan-Schule mit der Dag-Hammarskjöld-Realschule zur ISS Johanna-Eck-Schule.